# منطقة جيريده
جيريده رمزها «GI» (بالإنجليزية: Giridih)‏ ، هو تقسيم إداري لدولة الهند تتبع ولاية جهارخاند (بالإنجليزية: Jharkhand)‏ ، مركزها هو مدينة جيريده (بالإنجليزية: Giridih)‏ عدد سكانها حسب تعداد سنة 2001 هو 1,901,564 ، مساحتها 4,887 كم² وكثافة السكان 389 لكل كم² .

## أعلام
- طلعت أحمد
- جاجاديش تشاندرا بوس